# Dwór w Bardzie
Dwór w Bardzie – zabytkowy dwór w Bardzie, w powiecie wrzesińskim, w województwie wielkopolskim.
Został wybudowany w pierwszej połowie XIX w., kiedy właścicielem był Wincenty Suchorzewski herbu Zaremba (syn Ignacego), który był żonaty z Kornelią Krzyżanowską i Julianną Berezińską. Obiekt rozbudowany na przełomie XIX i XX w przez Franciszka Czapskiego, kiedy do dworu dobudowano przybudówkę. Należał do rodziny Jackowskich, w późniejszym czasie do rodziny Hutten-Czapskich herbu Leliwa.

## Opis
Piętrowy dwór (korpus) kryty dachem dwuspadowym  W fasadzie frontowej znajduje się ryzalit z czterema półkolumnami jońskimi zwieńczony frontonem zawierającym herb Leliwa. Skrzydła kryte dachem mansardowym z lukarnami, natomiast przybudówka po lewej stronie jest parterowa z tarasem, zwieńczona krenelażem.  Na poddaszu dworu znajdowały się pomieszczenia mieszkalne. W otoczeniu park krajobrazowy o powierzchni 6,8 ha założony w XIX w.

Leliwa (herb szlachecki)